# Прапор Балтімора
На прапорі міста Балтімор зображений «Пам'ятник битви», який також є центральним мотивом на друк міста.
Пам'ятник був побудований на площі колишньої будівлі суду колоніальної епохи вздовж Північна Калверт-стріт, між Іст-Лексінгтон-стріт на півночі і Іст-Фейет-стріт на півдні. Будівля суду міста і округу Балтімор було побудовано на ділянці далі на захід, через Калверт-стріт, в 1805 році.
На згадку про солдатів і офіцерів, полеглих при захисті міста, Британія з суші і з моря в битві при Балтіморі і наступні бомбардування форту Макгенрі 12-13-14 вересня 1814 року під час війни 1812 року.
Меморіал був розпочатий з закладки наріжного каменю через рік після нападу 12 вересня 1815 року (пізніше відзначається щорічно як День захисника, офіційного свята міста, округу і штату) і завершений в 1822 році, сім років по тому.
Дизайн був розроблений французьким архітектором-емігрантом Максиміліаном Годфруа і п'ятьма роками пізніше був поміщений в якості центральної фігури з датою включення міста в 1797 році на нещодавно розробленому овалі в 1827 році.
У XX столітті монумент також був поміщений поверх чорно-золотого орнаменту з сімейних кварталів Калверт з щита Великої печатки штату Меріленд на міському прапорі, який тепер майорить. З прапорами Америки і штат Меріленд на всіх громадських будівлях і на багатьох приватних об'єктах.
Поле виконано в кольорах сім'я Калвертів: чорному і жовто-золотому (іноді помаранчевому) кольорах і орнаменті, які також з'являються в першій і четвертій чвертях Прапора Меріленду взяті зі щита гербів сімей Калверт-Кроссленд.
Прапор і герб редагується (описується в геральдиці) наступним чином: палій з шести ор і соболь, вигин змінений, на незокращенном соболі, в орлі першого, зображення Пам'ятник битви в Балтіморі Арджент. На розгляд були представлені два інших дизайну; обидва включали в себе бойовий пам'ятник і зброю Калверта.
Респонденти опитування 2004 року, спонсорованого Північноамериканською вексилологічною асоціацією, оцінили прапор міста Балтімора в 7,46 балів за 10-бальною шкалою, що зробило його 18-м найкращим прапором американського міста в огляді 150 прапорів американських міст.

## Дв. також
- Герб Балтімора